# ブラック・ムーン一族

ブラック・ムーン一族のシンボル

ブラック・ムーン一族（ブラック・ムーンいちぞく）は、メディアミックス作品『美少女戦士セーラームーン』に登場する敵組織。原作漫画第2部、初代テレビアニメ『R』後期、新作アニメ『Crystal』第2期に登場。30世紀の未来の世界で、太陽系第10番惑星ネメシスを本拠地としている。

## 概要
『美少女戦士セーラームーン』に登場。30世紀の未来の地球「クリスタル・トーキョー」に反乱し、歴史改変を企む未来人の組織。未来から逃げたラビットことちびうさの命を狙って20世紀の東京に現れ、未来の地球の女王「ネオ・クイーン・セレニティ」の過去の姿・セーラームーン（月野うさぎ）やセーラー戦士と敵対する。30世紀を支配する白い月の一族が持つ金色の三日月の紋章に対抗し、一族の人間は額の中心に黒い逆さまの三日月の紋章を浮かべている。
新しく発見された暗黒の星「太陽系第十番惑星ネメシス」を根城にし、その固有資源の「邪黒水晶」が発する邪悪なエナジー「マイナスパワー（初代テレビアニメではダークパワー）」を利用する。サフィール以外の全員は「邪黒水晶」をピアスにして装着し、そのエネルギーでテレポートなどの超能力を使用した。リーダーのプリンス・デマンド、その下に作戦の立案・実行役の翠のエスメロードと紅のルベウス、技術統括の蒼のサフィールが平行して位置する。しかし、デマンドはアドバイザーのワイズマンに頼り切っているため、実権はワイズマンが握っている。
過去の地球への侵略を可能としたタイムワープ、強大なエネルギーを生み出す邪黒水晶の反応炉、汎用兵士の人造人間ドロイドなど、侵略に必要な要素は邪黒水晶から作られている。邪黒水晶の力は白い月の一族が持つ「幻の銀水晶」の聖なる光と反発し、その力を封じることができる。銀水晶によるダークパワーの浄化を受け入れさえすれば普通の人間に戻れるが、逆に月の一族でもダークパワーを受け入れるとブラック・ムーン一族に変貌してしまう。
ブラック・ムーンの名前の由来は不明だが、西洋占星術の三つのリリスの一つが受け入れるべき心の闇と遺伝的なカルマを指す「ブラックムーン・リリス」（黒い月、月の遠地点とも呼ばれる）で、ブラックムーンストーンという鉱物も存在する。ネメシスは地球の大量絶滅を起こしたと仮定される想像上の惑星の名前であり、神に無礼をした人間に罰を与えるギリシア神話の女神の名前でもある。

## 歴史

### 原作漫画と『Crystal』
20世紀侵略へ至るまで
30世紀の地球は東京に作られたクリスタル・トーキョーを中心に、月野うさぎが月の女王に覚醒したネオ・クイーン・セレニティに統治されていた。そこは「幻の銀水晶」の力でほとんどの人間が不老と1000年を超える寿命を手に入れ、争いと犯罪のない平和な世界だった。しかし、老いない体をまやかしとみなし、月の一族の統治を「平和と長寿を餌にした地球侵略」として拒絶する者たちが存在した。それがブラック・ムーン一族の始まりである。
「黒い月の一族」ブラック・ムーン一族を名乗った彼らは月の一族を「白い月」と呼び、地球を解放すべくクリスタル・トーキョーにテロ攻撃を行うが、「幻の銀水晶」の巨大な力にはまるで敵わなかった。しかし、そこに現れた謎の男・ワイズマンの導きで暗黒の星ネメシスにたどり着き、ネメシスに存在する鉱物「邪黒水晶」の力でクリスタル・トーキョーに再攻撃を行う。「邪黒水晶」のマイナス・パワーを浴びた人々は倒れ、やがて塵に還ってゆき、クリスタル・トーキョーは死の都市に変貌した。
しかし、月の一族の力の源「幻の銀水晶」の紛失が判明。サフィールの調査でRabbit（ちびうさ）に20世紀へと持ち去られたことがわかると、それを追って20世紀の東京の侵略を開始する。
「Re・play」オペレーション
まだ月の一族の統治が行われていない20世紀への侵略計画。それは普通の人間を密かに暗殺、ドロイドにすり替えて秘密裏に社会を乗っ取り、月の一族ではなく本来の地球人の統治を継続させることで歴史を書き変える「Re・play」オペレーションであった。
紅のルベウスの指揮の下、あやかしの四姉妹が4つのオペレーション「Re・cruit」「Re・move」「Re・new」「Re・birth」を実行。多くの人間をドロイドに入れ変えたことで、マスメディアを通じてブラック・ムーン一族の思想を発表、人々の支持を得るところまで成功した。
しかし20世紀のセーラー戦士に気付かれてあやかしの四姉妹との戦闘が発生。あやかしの四姉妹は全滅するが、引き換えにマーキュリー、マーズ、ジュピターの三人を捕えてネメシスに監禁することに成功する。しかし、もう一つの目的だったRabbitの暗殺に失敗し、彼女と20世紀のセーラー戦士の接触を許してしまう。
セーラー戦士たちの逆襲とワイズマンの暗躍
Rabbitに導かれて仲間を助けに30世紀に来たセーラー戦士たちをエスメロードが迎え撃つ。タキシード仮面とヴィーナスにエスメロードは倒されるが、セーラームーンが未来に来た影響で力を使えないことを知ったデマンドはセーラームーンの捕獲に成功する。
セーラームーンをネメシスに連れ帰ったデマンドは、将来全能の女王となるセーラームーンを手にしたことに感嘆を覚え、殺さずにそのまま手元に置くことにした。マイナスパワーに満ち溢れたネメシスがセーラームーンの力を封じる環境だったことも理由である。しかし、幻の銀水晶とセーラームーンが全ての災いの元凶だと捉えていたサフィールがセーラームーンの命を狙い、暗黒の星ネメシスから過去へドロイドを送りこむ拠点であり唯一外部と繋がりうる場所である邪黒水晶反応炉にて完成品のドロイドと共に襲いかかる。すると生命の危機を感じたセーラームーンにネオ・クイーン・セレニティの力が共鳴し、時空を越えた銀水晶の力にマイナスパワーを打ち破られ、捕らえていたマーズ達と合流、そのままネメシスを脱出された。
一方、ブラック・ムーン一族の暗殺対象だったRabbitは、助けを求めたはずの過去の母であるセーラームーンに疑いを向けられたばかりか、デマンドにセーラームーンを連れ去られて無力感に苛まれていた。彼女は月の王女でありながら900年も力に目覚めずに身体の成長も止まり、「偽の王女」という噂を広められて子供達からいじめられていた。偉大な女王である母には甘えることもできず、孤独を感じていた彼女はほんの小さな出来心から幻の銀水晶を持ち出したが、丁度そのときブラック・ムーン一族の攻撃が発生したため、その被害を拡大させてしまう。自責の念を感じながら孤独を分かち合う友達だと思っていたプルートに会いにいくが、そこでプルートが父キング・エンディミオンを慕う姿を目撃し、居場所を失ったショックのあまり「時空の鍵」を落として時空の狭間に逃げ出してしまう。
気がつけばそこは時空の果ての暗黒の世界だった。鍵を落とし、戻れないことに気付いた彼女の前にワイズマンが現われ、ここには世界と決別した孤独な人間しか辿りつけないと語りかける。私こそがお前が求めていた者だと手を差し伸べられたRabbitはその手を取り、マイナスパワーを注がれて暗黒の女王・ブラックレディへと急成長した。ブラック・ムーン一族の一員と化した彼女は、自分を追ってきたタキシード仮面の手を取り、その愛情を求めて自分しか見ないよう洗脳を施す。
ブラック・ムーン一族の最後
ブラックレディを連れてネメシスに戻ったワイズマンは、一族から離脱しようとしたルベウスを始末して「邪黒水晶」の反応炉を暴走させ、ネメシス全体で融合反応を起こす。さらに最後に生き残ったデマンド・サフィール兄弟を自身の城「暗黒城」に導くと強力な洗脳で傀儡にし、さらに強力な「邪黒水晶」を与えた。ブラックレディの持つ「未来の幻の銀水晶」が力を出さない理由を聞いたワイズマンは、その力を引き出すネオ・クイーン・セレニティと、まだ手に入れていない「過去の幻の銀水晶」とセーラームーンの3つを奪うためにブラックレディ、デマンド、サフィールに30世紀の地球を攻撃させる。
クリスタル・トーキョーの城に侵入したブラックレディは、キングに成長した自分を見せつけてセーラームーンの「過去の幻の銀水晶」を奪おうとするが、邪悪な敵と見なされて城外に強制ワープさせられる。それを自身の排除とみたブラックレディは、自身も「ワイズマンに選ばれて暗黒の星ネメシスの女王として生まれかわった」と告げ、「過去の幻の銀水晶」を奪い取り、自らを拒んだ地球へ「邪黒水晶」を撃ち込む。あくまで地球を手に入れようとしていたデマンドは、ブラックレディを煽り地球を滅ぼすことすら良しとするワイズマンに真意を問うと、彼はその目的と正体を語りはじめる。
ワイズマンは何世紀も前に反乱を起こし、ネオ・クイーン・セレニティにネメシスへと流刑されたブラック・ムーン一族の先祖デス・ファントムの怨霊だった。地球の支配者の座を賭けた月の一族との戦いに敗れて暗い暗黒の星へと追われた彼の怨念は数百年をかけてネメシスに染みつき、ネメシスと同化していたのだ。その目的は無限大のマイナス・エネルギーを持つ「邪黒水晶」と無限大のプラス・エネルギーを持つ「銀水晶」の双方を我が物にすることであった。
邪視能力でワイズマンの洗脳を防いでいたデマンドは自らが捨て駒にされていたことを悟りワイズマンに反逆してサフィールを倒すが、ネメシスそのものであったワイズマンにはなすすべもない。しかしそれでも立ちあがろうとするセーラームーンにも勝てないことを悟ると、自暴自棄となり「過去と未来の幻の銀水晶」の接触反応というさらなる力で世界ごと全てを滅ぼそうとする。そこに現われたプルートが時間停止の禁忌を犯しそれを阻止するが、禁忌の代償としてその命を失う。プルートの死によって愛に目覚めたブラックレディはセーラーちびムーンに変身、月の王女の力に目覚めて「幻の銀水晶」を操る資格を手に入れた。
ブラックレディを失ったワイズマンだったが、星そのものである彼は強大なままであり、空間を歪めてセーラー戦士たちに攻撃を行う。それを見たデマンドはワイズマンにやらせるぐらいならとセーラームーンに攻撃を行うが簡単にあしらわれてしまう（『Crystal』では自らの手でセーラームーンを殺すためにワイズマンに刃向かうも返り討ちに遭う）。最後に残ったワイズマンはセーラームーンとタキシード仮面を自らの母体のネメシスへと引き込み倒そうとしたが、セーラーちびムーンの力を借りたセーラームーンにネメシスごと浄化され、ブラック・ムーン一族と「邪黒水晶」は滅びた。

### 初代テレビアニメ
20世紀侵略に至るまで
初代テレビアニメのブラック・ムーン一族は、ネオ・クイーン・セレニティの「幻の銀水晶」による浄化を拒み、地球を出てネメシスに落ち延びた犯罪者たちの子孫である。
太陽から遠いネメシスは一輪の花すら咲かない貧しい土地で、ブラック・ムーン一族も人工物の中で細々と暮らすことが精一杯だった。しかし、ネメシスに存在する「邪黒水晶」の力で徐々に超能力へ覚醒し、異次元に居住空間を作り出したり、天候の操作までも可能となる。その力をもって、自然豊かな地球への移住を要望・打診するも、ワイズマンの陰謀で「拒まれた」と虚偽の報告が行われたことで、やむなく地球侵略を決意する。
ブラック・ムーン一族の最初の攻撃が行われようとしたちょうどその時、Rabbitがほんの興味心から「幻の銀水晶」に触れると、銀水晶は消えてしまい、その力で張られていた結界も消滅する。ブラック・ムーン一族はそのつもりではなかったが、第一次攻撃は結果的に奇襲となりクリスタル・トーキョーのほとんどを灰にする大戦果を上げた。しかし、マーズ、マーキュリー、ジュピター、ヴィーナスとクリスタルポイントの力を利用した新たな結界がクリスタル・トーキョーに張られ、これ以上の攻撃が不可能となる。
この時点で十分な戦果は上がっており、優位な条件で講和を打診し元々の目的である地球移住を達成する道もあった。しかし「幻の銀水晶を打ち倒さぬ限り勝利はない」とワイズマンに煽られ、Rabbitが「幻の銀水晶」を持ち出して20世紀に逃げたことを知ると、侵略対象は20世紀の東京へと移行する。
ルベウスによる攻撃
幻の銀水晶の破壊と、それを持つRabbitを探し出し、抹殺する。この任務のためルベウス率いるあやかしの四姉妹が20世紀に派遣される。ルベウスはさらに「クリスタル・トーキョーの結界を構成するクリスタルポイントを過去の20世紀にてダークパワーで汚し、結界を破壊する」ことを立案し、それらに沿ってあやかしの四姉妹はそれぞれの配下のドロイドとともに計画を立案・実行するも、その都度20世紀のセーラー戦士たちによって計画を阻まれ、失敗した。
ルベウスは当初より四姉妹を捨て駒と考えており、失敗の責任は押しつけた上でもし手柄があれば自身が独り占めする想定だった。その上四姉妹の間で手柄を競わせるように仕向けてモチベーション向上を図るが、効果的に働くことはなく、むしろ連携を阻むだけだった。初夏から作戦開始したものの秋になっても一向に成果がないことに苛立ったルベウスは、あやかしの四姉妹を次々と使い捨ての作戦に送りこむが、彼女たちはセーラー戦士に諭されてルベウスの下を抜ける道を選び、セーラームーンによる浄化で人間に戻っていく。配下を全て失ったルベウスだが、瑣末なことからセーラームーンを銀水晶の持ち主と知る。そこで自身のUFOと共にセーラー戦士たちに攻撃を行い四戦士を捕えることに成功するが、セーラームーンと共に侵入したRabbitにUFOの制御を壊されたことをきっかけとして破れ去る。最後は自暴自棄となりセーラー戦士を道連れにUFOごと爆死しようとするが、セーラー戦士たちには脱出されてしまいルベウスは一人炎上するUFOに取り残される。そこへやってきたエスメロードに助けを求めるも、デマンドはルベウスを見限ったことを伝えられ、そのまま散った。
エスメロードによる攻撃
ルベウスの死により、幻の銀水晶の破壊とRabbit抹殺の任務を引きついだエスメロードが20世紀に派遣される。彼女は直情的な性格から「ネガティブポイントにダルクヘンジを打ちこみ成長させて暗黒ゲートを開き、未来から強大なダークパワーを送りこむ」という、20世紀を直接攻撃する方法を取った。また、計画の立案・実行も彼女自身が直接行い、部下のドロイドも直属であった。しかしながら、彼女もルベウスたちと同様に20世紀のセーラー戦士たちによって計画が次々と失敗する。そして度重なる戦闘はRabbitとセーラームーンの信頼関係を育んでいった。
秋から作戦を行っていたエスメロードだったが冬になっても戦果は上げられず、サフィールから強力なドロイドとダルクヘンジを受けとり実行された2点同時攻撃の失敗にて、ついに20世紀侵攻作戦の打ち切りが決定される。エスメロードは30世紀へと戻るも、セーラー戦士は事件の全貌を知るためにRabbitの導きで30世紀のクリスタル・トーキョーに向かってきた。
ブラック・レディの誕生とエスメロードの最後
20世紀侵攻作戦の中止、それは2点同時攻撃を失敗させるきっかけとなったRabbitの潜在能力を見たワイズマンの意向によるものであった。ワイズマンはRabbitを抹殺ではなくブラック・ムーン一族へ取り込むことを企図したのだ。セーラー戦士を連れ、30世紀に戻ったRabbitが一人になった隙をつき、ワイズマンはRabbitへと接触する。そこでワイズマンはRabbitが自身で封印していた記憶、すなわち銀水晶を持ち出したことでブラック・ムーン一族の一次攻撃が成功したという事実を超能力で読み解くと、その事実を突きつけ、罪の意識を利用し力を求めるよう誘導する。そして自身こそがその力を与える者であると手を差しのべると、幼いRabbitはその手を取った。
同じ頃、デマンドは敵である女王ネオ・クイーン・セレニティの過去の姿であるセーラームーンを見初め、それを手に入れようとしていた。デマンドは単身でクリスタル・トーキョーに潜入するとセーラームーンを前線基地へと拉致し、邪視の力でその手にしようとする。しかし助けに現れたタキシード仮面に阻まれ、脱出された。だがその脱出はデマンドの未来の后だと自負するエスメロードが影で手助けしたものだった。
エスメロードはセーラームーンへと惹かれるデマンドへの焦りから、手柄を求めワイズマンへさらなる力の提供を要求する。そこでワイズマンはRabbitへの洗脳を仕上げるための時間稼ぎとして、エスメロードを未来の女王だと煽り、扱いきれないダークパワーを与えて暴走させる。エスメロードは自我を失って巨大なドラゴンに変貌しクリスタル・トーキョーの結界を破ろうと暴れるも、セーラー戦士たちに倒され消滅した。
その時間を使ってワイズマンはRabbitの記憶を改ざんし、30世紀では誰にも愛されていなかったと思いこませ、さらに強大なダークパワーを注ぐ。Rabbitは自身を愛さない世界を憎みながら闇に包まれ、黒一色の裸体と化してそのまま急成長し、暗黒の女王ブラック・レディへと変貌した。強力な力を持つ部下を得たワイズマンは、自らの野望のために表だって行動を開始する。その真の目的はブラック・ムーン一族も含め宇宙全ての生命を破壊し、完全な無に帰することであった。
ワイズマンは自らが手駒に加えたブラック・レディをブラック・ムーン一族に紹介すると、結界のない20世紀の地球へ彼女の強大なダークパワーを使った再侵攻を進言する。それに従いブラック・ムーン一族は総出で20世紀に移動すると、ブラック・レディはピアスの邪黒水晶へ自らの力を注ぎ、暗黒ゲートを開くための前線基地として巨大な邪黒水晶を作り出す。そこへやってきたセーラー戦士たちをブラック・レディは自ら出迎え、暗黒の女王としてルナPを使いセーラー戦士たちへ容赦なく攻撃を行う。しかしルナPを使うことから彼女がRabbitであることを悟ったセーラームーンがダークパワーを浄化するため銀水晶の力を使うと、ワイズマンによって施された記憶改竄が解けRabbitの姿へと戻ろうとする。すかさずそこにワイズマンが現れ再度洗脳を施し、またもやブラック・レディの姿となった彼女はワイズマンと共に前線基地へと撤退した。
ブラック・ムーン一族の崩壊
兄デマンドの情緒がワイズマンと関わってから別人のように変わってしまったことで不信感を持ち、以前からワイズマンを探っていたサフィールは、ワイズマンが野望の一端を独り言で呟いているところを聞いてしまう。ワイズマンが兄を利用し捨て駒として扱っていることを悟ったサフィールは彼の野望を阻止すべく「邪黒水晶」反応炉の制御パネルを抜き去るが、その場にワイズマンが現れ、最早組織の一員としてデマンドに従う体裁すら捨てた彼は独断でサフィールを抹殺しようと攻撃する。サフィールは命からがら20世紀に逃亡するが、そこを匿ったのは20世紀で人間として暮らしていたあやかしの四姉妹であった。そこで彼女らと束の間触れあったことでブラック・ムーン一族が忘れていた愛情を思い出し、サフィールはワイズマンの企みを暴くため命を賭して唯一の肉親であるデマンドの元へ向かう。反逆者として逃げたはずのサフィールが己れの前に現れ、ただならぬ様子に彼の訴えを聞いていたデマンドだったが、サフィールはその核心を語ろうとした瞬間、ワイズマンに殺され反応炉の制御パネルを奪われる。
己の制止に関わらずサフィールを殺したワイズマンを問いつめるデマンドだが、その前に地球への復讐を完遂させるべしと躱される。不信感を持ちながらもデマンドは戦いへと赴き、前線基地へと乗りこんできたセーラー戦士たちを分断し、再度セーラームーンを己れのものにしようと一対一で対峙する。しかしそこでセーラームーンに諭され、サフィールが必死で伝えようとした企みを悟ったデマンドはワイズマンと完全に敵対。邪魔者を始末しに現われたワイズマンをダークパワーで粉々に砕くものの、破片から自己修復したワイズマンの不意打ちからセーラームーンを庇い致命傷を負う。デマンドは青息吐息ながらワイズマンを撤退させるもその場で倒れ、セーラームーンに抱かれながら彼女にブラック・ムーン一族の将来を託して絶命した。
全員合流したセーラー戦士たちと前線基地の最奥にて対峙したブラック・レディ。ワイズマンに煽られるまま世界を憎む彼女は、暴走させた30世紀の邪黒水晶反応炉から発生する絶大なダークパワーを暗黒ゲートを通して自身に直接注ぎこむことでその身ごと世界の破壊を行うことを宣言する。そして宣言通り自らへダークパワーを注ぎこむも、その強大なダークパワーの中にまで命をかえりみず飛びこんできたセーラームーンとタキシード仮面の訴えにより、Rabbitが20世紀で感じたふれ合いの日々を思い出す。自らが愛されていたことを認識したRabbitから滅びの意思は消え、セーラームーンたちの抱擁の中でブラック・レディは元の姿へと戻った。最後に残ったワイズマンだったが、目覚めたRabbitとセーラームーン、現代と未来二つの銀水晶による攻撃で30世紀の邪黒水晶反応炉ごと消滅した。
その後、邪黒水晶のパワーが消え、元通りとなったクリスタル・トーキョーは描かれたが、20世紀で人間として生活していたあやかしの四姉妹やブラック・ムーン一族の生存者たちがどうなったかは描かれていない。

## 首領格
ワイズマン / デス・ファントム
声 - 丸山詠二（初代テレビアニメ）、岩崎ひろし（Crystal） / ミュージカル 演 - 富永研司
邪黒水晶の水晶玉を抱えて黒いローブに身を包み、デマンドたちに預言を残していく謎の占い師。正体は（30世紀から見て）数世紀前にシルバー・ミレニアムの浄化を受け入れず、忘れ去られていた殺戮や犯罪を広めようとした異能犯罪者デス・ファントムで、真の黒幕。
人間の彼を処刑できないネオ・クイーン・セレニティに暗黒の星ネメシスに流刑されて死後に怨霊化し、デマンドたちを唆して30世紀の地球に甚大な被害を与えた。名前の由来は不明だが、「ファントムクォーツ（幽霊水晶）」という鉱物が存在する。
原作漫画・『Crystal』
実はブラック・ムーン一族の遠い先祖。子孫たちを惑星ネメシスに導き、自らの異能力である邪視と妖獣の手をルベウス以外の上級幹部に分け与えた。しかし正体と目的を語ることはせず、ローブの下に白骨化した体（『Crystal』ではミイラ化した体）を隠していた。真の目的はマイナスパワーを司る「邪黒水晶」とプラスパワーを司る「幻の銀水晶」の力で全宇宙の支配者になることで、暗黒の世界に現れたちびうさをブラックレディに変身させて暗黒の女王に選ぶ。惑星ネメシスの地下牢に繋がれたミイラ化死体の怨念でマーキュリー、マーズ、ジュピターを封じていたが、銀水晶を覚醒させたセーラームーンに死体を浄化されるとブラックレディを伴って自ら動き出し、ネメシスを活性化させてデマンドとサフィールを洗脳した。最後はネメシスと融合した姿を現して孤独の王を名乗り、セーラームーンとタキシード仮面を滅ぼそうとしたが、タキシード仮面とちびムーンの力を借りたセーラームーンにネメシスごと滅ぼされた。
原作第5部、劇場版『Cosmos』のセーラーギャラクシアの回想シーンにも登場しており、とある星で星の産まれる場所である「いて座ゼロ・スター」の存在をギャラクシアに知られることとなる。実は最後の敵・カオスの分身の一人。
初代テレビアニメ
過去は明かされず、邪黒水晶の源である正体不明の存在として登場する。地球の人間との共存を望んでいたブラック・ムーン一族を騙して地球を総攻撃させ、ちびうさのエナジーを利用しようと記憶を歪めてブラックレディにしたが、セーラームーンとタキシード仮面にちびうさを取り返される。最後は邪黒水晶の力で暗黒ゲートを開き、未来と過去の世界を同時に崩壊させて地球を滅ぼそうとしたが、セレニティに変身したセーラームーンとちびうさの「過去の銀水晶と未来の銀水晶」に邪黒水晶ごと滅ぼされた。
PCエンジン版では死者を復活させる魔石「ブラッディオパール」を持つ分身のパストワイズマンが登場する。
プリンス・デマンド
声 - 塩沢兼人（初代テレビアニメ）、宮野真守（Crystal） / ミュージカル 演 - 小野妃香里、麻尋えりか
ブラック・ムーン一族のリーダー。銀髪を長めに伸ばした長身の美青年で、クールで傲慢だがカリスマ性がある。ダイヤモンドを飾った白い礼装と濃紺（内側は紫）のマントを着用。瞳の色は紫。設定年齢18歳。
普段は殆ど前線基地から動かず、王座で赤ワインを飲みながら幹部に指示している。ワイズマンに与えられた邪視の力で、額のブラック・ムーンの紋章を金色（『Crystal』では赤）の第三の目（邪眼）に変え、見た者の意思を奪い操ることが出来る。ときに邪眼を光らせて相手を邪視攻撃することもある。名前の由来はダイヤモンドともデマントイドガーネットともいわれる。
地球を襲った自分達を睨みつけるネオ・クイーン・セレニティ（以下セレニティ）の瞳に恋に落ちてからは、ホログラム映像を眺める日々を送り、サフィールに「兄さんは変わってしまった」と嘆かれる。セレニティの過去の姿であるうさぎを后にしようとネメシスに攫い、邪黒水晶で銀水晶の力を封じた上で自分好みのドレスに着替えさせて唇を奪うが、セレニティの力で変身したうさぎに脱出された（テレビアニメではキスの直前でタキシード仮面に奪還されてしまう）。
原作
一人称は「オレ・わたし」、二人称は「お前」。闘争と死で溢れた世界を好み、永遠の平和をまやかしと呼んで銀水晶の力を敵視するが、仲間意識は強い。全能の力を持つセレニティ及びセーラームーンに心を惹かれ、「奪う愛だってある」と信じる。クリスタル・トーキョーを襲ったとき、ちびうさと銀水晶を探しに突如クリスタル・パレスの外に現れたセレニティを見初めた。その直後に捕らえようしたが、セレニティは身を守るために銀水晶の力を発動、自身をクリスタルに包んでパレス内で眠りについてしまう。
「暗黒城」ではサフィール同様にワイズマンの洗脳を受けたが、邪視の力で正気を保ち、自分達を用済みとみなして地球の破壊も厭わないワイズマンに反逆してサフィールをやむなく手に掛ける。セーラームーンに敵わないと見ると「未来と過去の幻の銀水晶」を接触させて世界を滅ぼそうとしたが、セーラープルートが命と引き換えに時間を止めて失敗。最後はワイズマンにセーラームーンを殺されるならと自らが手を下そうとするが、セーラームーンとタキシード仮面のムーンロッドに倒された。死後ワイズマンに「幼すぎた」と評された。
初代テレビアニメ
基本的にセレニティのことばかり考えているが、サフィールとエスメロードを気にかける描写もある。エスメロードによるとジャスミンの花が好き。次第に愛の関心がセレニティからセーラームーンに変化した。劇中の一人称は「わたし」。二人称は基本的に「お前」を使用することが多い（当時のテレビアニメ版の脚本家による初期設定では、強引に前線基地まで攫ってきたうさぎの前だけでは「あなた」と脚本上で表記されたことがある。通算87話の時点でセーラームーンに対して一度「そなた」と使用する）。本来は心優しい人物で、幼少時にサフィールと「いつかネメシスに花を咲かせよう」と約束していた。終盤でサフィールが裏切って過去の地球に逃げたと知り、ブラック・レディと共に過去の地球に向かうが、何かを伝えようとしたサフィールをワイズマンに殺されてしまう。十番街に打ち込んだ邪黒水晶の内部に突入したセーラームーンを仲間から引き離し、再び邪視で操って我が物にしようとするが失敗。セーラームーンの説得でワイズマンの真意を知り、セーラームーンと和解する。弟の仇を討つためにワイズマンと戦うがセーラームーンを庇って倒れ、新しい未来を作っていくセーラームーンを信じて一族の将来と愛の言葉を託し、絶命した。
『Crystal』
原作とほぼ同じ設定だが末路が異なり、自らの手でセーラームーンの命を絶つことに執着するゆえワイズマンの攻撃からセーラームーンを庇い、最期は邪視の力でワイズマンに反撃するも返り討ちにされてセレニティと呟きながら絶命した。
ゲーム
スーパーファミコン（以下“SFC”と表記）のRPG『Another Story』ではヘル・デスティニーに運命を変えられて復活したが、シャーマン・アプスーを裏切ってバラ水晶を奪い、シルバーミレニアムのプリンセス・セレニティを連れ去りに過去に渡る。プリンセス・セレニティの代わりに同行に応じたセーラームーンを連れ去るが、サフィールに説得されて彼女を解放する。しかし、元々ブラックムーン一族を恨んでいたオポシティオ戦士・シンにサフィールを殺され、自身もシンの手に掛かって絶命した。
ミュージカル
『〜誕生! 暗黒のプリンセス ブラック・レディ〜』では初代テレビアニメ版とほぼ同じ展開だが、ムーンの説得で改心した後、セーラー戦士と協力してワイズマンを倒した。その後は復興のため自らネメシスに残る道を選んだ。続編の『愛のサンクチュアリ』では先祖にあたる黒月光という青年が登場する。
『-Petite Étrangère-』では、サフィールとの対立で暗殺され、ドロイドの自覚がない完成品ドロイドと入れ替えられていた。ドロイドのデマンドはうさぎを殺そうとするサフィールを止めて事実を知らされるが、自分を服従させようとするサフィールに抗いうさぎを逃がそうとしたため、サフィールに始末された。

## 上級幹部
蒼のサフィール（あおのサフィール）
声 - 柏倉つとむ（初代テレビアニメ）、代永翼（Crystal、劇場版Cosmos） / ミュージカル 演 - 黒田百合、真波そら
上級幹部の一人で、デマンドの弟。耽美顔に藍色の髪と白い肌をもった、神経質そうな青年。ステンレスの飾り入りの青い上着と白のパンツ、黒い指ぬきグローブを着用する。瞳の色は藍色。ドロイドや「邪黒水晶」のピアスの制作、「邪黒水晶」の反応炉の管理など、ブラック・ムーンを錬金術の技術面で支えている。ワイズマンに勧められる「邪黒水晶」のピアスを断固つけず、ワイズマンではなくデマンドに従っていると強調していた。
デマンドへの尊敬が強いゆえブラザーコンプレックスがあり、デマンドを暴走させたセーラームーンを憎む。名前の由来はサファイアといわれる。
原作
一人称は「ぼく」、二人称は「あなた・おまえ」。
手袋の下にワイズマンに与えられた「妖獣の手」を隠している。理知的な性格で計画通りにならないことを酷く嫌い、感情に惑わされずロボットのように忠実に従うことを理想としている。ゆえにデマンドの暴走を危険視するが、命令には黙って従っている。部下を殺されても平然としているルベウスを注意するが、感情を交えない常に忠実な部下としてドロイドを好み、感情で動く仲間には計画を壊しかねないと苛立ちを見せる。
ネメシスに拉致されたうさぎにブラックムーンの目的とデマンドの危うさを教えたが、感情を爆発させると「セーラームーンと銀水晶の力が戦いを呼んできた」と気付き、「おまえのせいで兄さんが狂ってしまった」と言い、うさぎを締め殺そうとし、覚醒したうさぎの銀水晶の力に圧倒される。最後はワイズマンの洗脳を受け、ワイズマンに反逆したデマンドを襲い、耳につけた邪黒水晶のピアスを見てその信念を認めていたデマンドの手にかかった。
初代テレビアニメ
自分にも他人にも厳しく、兄に尽くすことを生き甲斐とするが、本当は優しい心の持ち主である。セレニティに心を奪われる兄を快く思わず、何度も苦言したが聞き入れられなかった。エスメロードとはいがみ合っているが、デマンドへの想いを共有する同士と認めている。「兄を支えることで精一杯」という理由でペッツの告白を断っている。兄に地球への総攻撃を唆したワイズマンに不信感を持つ。物語終盤ではちびうさの記憶を改変したワイズマンへの疑いを強め、その真の目的を知って反応炉の制御パネルを奪った。ワイズマンに襲われて過去の地球に逃げ、再会したペッツの献身的な看病に「一族が忘れていたもの」を思い出し、デマンドに真実を伝えようとした直後にワイズマンに殺された（その際、反応炉の制御パネルは奪還される）。同時にペッツに預けていた上着も消滅して死を知らせる。フィルムコミック版では、クリスタル・トーキョー制圧より一族の移住を優先してほしいとデマンドに頼み込む台詞がある。カセットコレクションではペッツに「もうブラコンの男なんて好きになったりしない」と言われた。
『Crystal』
原作とほぼ同じだが、セーラームーンを襲いながら「恐ろしい女」と冷静に罵った点が違っている。
劇場版『Cosmos』
前半の劇中では、セーラームーンの回想で『Crystal』でのセーラームーンを襲いながら罵るシーンのみ登場する。
ゲーム
SFCのRPG『Another Story』では、ヘル・デスティニーに運命を変えられて復活。デマンドに攫われたうさぎを助けようとするちびムーンたちの前に現れ、兄を止めて欲しいと頼んだ。デマンドにうさぎの解放を説得するが、シンの攻撃を受けて絶命する。
ミュージカル
バンダイミュージカル『〜誕生! 暗黒のプリンセス ブラック・レディ〜』ではアニメ版に近い性格で、改訂前はデマンドを、改訂後はアロンとマナを庇って死亡する。
ミュージカル『-Petite Étrangère-』では一族の敵であるセレニティに執着するデマンドに我慢ならず、ドロイドの製造技術が確立するとデマンドを密かに抹殺し、完成品のドロイドとすり替えた。邪黒水晶の反応炉でのうさぎ抹殺をドロイドのデマンドに邪魔され、事実を明かして服従させようとするがうさぎを逃がそうとしたため始末し、原作のデマンドと同じ末路を辿る。
翠のエスメロード（みどりのエスメロード）
声 - 小山茉美（初代テレビアニメ）、桑島法子（Crystal） / ミュージカル 演 - 河崎美貴、広村美つ美
上級幹部の紅一点。波打つ黄緑色の長い髪とノースリーブのタイトワンピースの美女。瞳の色は茶色。ワンピースと同じ深緑の手袋とブーツ、エメラルドの首飾りとブレスレットを着用。初代テレビアニメではピンクのジュリアナ扇子を持つ。首が長くてお尻が大きい。直属の部下は人造宝石ブラザーズ。命名の由来はエメラルドともいわれる。
原作と『Crystal』
一人称は「わたくし・わたし・あたし」。二人称は「あなた・あんた」。デマンドが信頼するワイズマンを信じて「妖獣の手」を与えられた。デマンドに想いを馳せている節がある。
セーラームーンたちを人造宝石ブラザーズに造らせたクリスタルパレスの鏡像体に誘い込んで本物のクリスタルパレスごと分解しようとしたが、人造宝石ブラザーズを倒されて失敗する。最後は妖獣の手でちびうさ、続いてセーラームーン達を襲うが、キング・エンディミオンの思念体にサポートされたタキシード仮面に倒され、上級幹部では最初の死亡者となった。
初代テレビアニメ
一人称は「あたくし」。高飛車な性格に加えて派手な高笑いが特徴で、自称「最強にして最高の美女」。ジュリアナ扇子は武器にも使用する。高笑いは敵味方双方から「声が大きい」と突っ込まれた。デマンドに想いを寄せ、デマンドの好きなジャスミンの花を自分の入浴する湯舟に浮かべる一面もある。比較的に冷静だが羽目を外して周囲を唖然とさせることもある。
ルベウス失脚後に十番街攻略の役目を任され、サフィールの作成したダルクヘンジを街の随所に打ち込んで暗黒ゲートを開き、あらゆるものをダークパワーで汚染する計画を実行。人造宝石ブラザーズを含めた部下のドロイドが大勢おり、ダルクヘンジの警護と強化を任せた。デマンドが想いを寄せるセーラームーンに嫉妬してその命を狙い、デマンドがセーラームーンを攫った時は、助けに来たタキシード仮面を邪視で襲おうとするデマンドを妨害した。「デマンド様の心を射止めるなら悪魔にも魂を売る」とワイズマンを利用するつもりで手を組むが、逆にデマンドの妃になれるという嘘の予言で誑かされて「邪黒水晶の冠」を与えられ、制御できないほどの力を受けて自我を失い暴走。巨大なドラゴンに変身してクリスタル・トーキョーを襲い、セーラー戦士に倒されてデマンドに死を感じ取られる。消滅するドラゴンの中に助けを求めるエスメロードの姿が浮かび上がり、セーラームーンたちは初めてドラゴンの正体を知った。
ミュージカル
バンダイミュージカル『〜誕生! 暗黒のプリンセス ブラック・レディ〜改訂版』では、セーラームーンへの嫉妬心を押し殺してデマンドに従っているが仲間意識は強く、アロンとマナをかわいがっている。地球に来たアロンとマナの母親を名乗り、最後はデス・ファントムからデマンドをかばって死亡する。
ネルケミュージカル『-Petite Étrangère-』では、既に倒されて完成品ドロイドにすり替わっており、最後はサフィールにドロイドの状態に戻された。
紅のルベウス（くれないのルベウス）
声 - 高木渉（初代テレビアニメ）、高橋広樹（Crystal） / ミュージカル 演 - 市川裕之、立道梨緒奈
上級幹部の一人。逆立てた赤い髪に浅黒い肌をした肉体派の美青年。皮のチョッキとアーミーパンツを着用。赤い瞳で、迷彩柄の上着を肩にかける癖がある。炎を操る力を持ち、冷淡な性格をしている。
名前の由来はルビー、またはジオマンシー占いの闘争のシンボル「赤／ルベウス」と思われる。
原作と『Crystal』
一人称は「わたし・オレ」、二人称は「おまえ・あなた」。闘争を愛するデマンドの信念に最も忠実なメンバー。デマンドを操るワイズマンを信用せず、上級幹部の中で唯一ワイズマンに力を与えられていない。
あやかしの四姉妹の命と引き換えにマーズ、マーキュリー、ジュピターを連れ去り、惑星ネメシスの暗黒地下牢に幽閉した。四姉妹が倒されても平然としている態度をサフィールから咎められるが、あっけらかんとして「俺はプリンスのお望みに従うまでさ」と答えた。恋仲のカラベラスがヴィーナスを攻撃すると同時に、うさぎとちびうさを攻撃しようとするところでタイミングよく現れたタキシード仮面に阻まれる。自分の顔をスティックで傷をつけられ激昂して攻撃しようとするが、タキシード仮面の攻撃「タキシード・ラ・スモーキング・ボンバー」から辛うじて早々と単身で退散したためヴィーナスの連れ去りは失敗した。最後は銀水晶を覚醒させてマーズたちを解放したうさぎに形勢不利と見てネメシスから逃亡しようとするが、ワイズマンとブラックレディに妨害され、ワイズマンの目的を問いつめるが妖獣の手（『Crystal』版ではブラックレディによる）で殺される。
初代テレビアニメ
一人称は「オレ」。冷淡な性格が強調されており、コーアンの恋心を踏みにじり、モチベーション向上を狙ってあやかしの四姉妹を競わせるが、度重なる失敗を理由に全員見捨てていった。
自身も度重なる失敗で十番街攻略の役目を外されるとエスメロードに通知され、ちびうさと「幻の銀水晶」を始末しようとセーラームーン以外のセーラー戦士を人質に取り、セーラームーンを自身のアジトの巨大UFOにおびき出す。セーラームーンとの戦いに敗れ、ちびうさにUFOを制御する「邪黒水晶」を破壊され、UFOが崩壊してもセーラー戦士を道連れにしようとしたが、セーラー戦士とちびうさにセーラーテレポートで脱出される。最期はエスメロードに助けを求めるが見限られてUFOの爆発で絶命した（フィルムコミック版ではセーラー戦士の目の前で床下からの爆発に巻き込まれて消滅した）。上幹部で最初の死亡者。
ミュージカル
バンダイミュージカル『〜誕生! 暗黒のプリンセス ブラック・レディ〜改訂版』では打って変わって心優しく、アロンとマナや兄に相手にされないサフィールを見守っていた。アロンとマナを庇ってデス・ファントムの攻撃に倒れ、ネメシスに咲いていた一輪の花を差し出す。
ネルケミュージカル『-Petite Étrangère-』ではサフィールを友人として支えていたが、当の本人は既に倒されて完成品ドロイドにすり替わっており、最後はサフィールによってドロイドの状態に戻された。また、担当女優の立道梨緒奈がルベウスをデフォルメ化した「がんばルベウス」がブラック・ムーン側の出演者の合い言葉やマスコットキャラクターになっていた。
ブラック・レディ
声 - 荒木香恵（初代テレビアニメ）、福圓美里（Crystal） / ミュージカル 演 - 川崎真央、中丸シオン、伊藤優衣
ブラック・ムーン編終盤に登場した新幹部。暗黒の女王を名乗る。うさぎに似ているが髪はピンクで、シースルーのブラウスとチャイナドレス風の黒いキャミドレス、羽衣のようなストールを着用。
その正体はワイズマンの陰謀で自ら暗黒の力を受け入れ、ブラック・ムーン一族になってしまったちびうさ。詳細はちびうさ#ブラック・レディの項を参照。

## あやかしの四姉妹
紅のルベウス配下の反セーラーチーム。四人姉妹で、長女ペッツはセーラージュピター（木野まこと）、次女カラベラスはセーラーヴィーナス（愛野美奈子）、三女ベルチェはセーラーマーキュリー（水野亜美）、四女コーアンはセーラーマーズ（火野レイ）と同じ属性を持つ。姉妹の続柄はセーラー戦士の誕生日順と逆になっている。
原作と『Crystal』では一話限りで倒されるザコ敵だが、命と引き換えにマーキュリーとマーズ、ジュピターをネメシスに攫った。また、コーアン・ベルチェ・カラベラスの三人がそれぞれ個別の超能力を持っていた。
初代テレビアニメでは反セーラーチームの一角にして下級幹部。設定や性格もセーラー戦士に似た部分があるが、当初は姉妹仲が悪く、アジトのUFOの中では互いに背を向けていた。作戦の効率化を狙ったルベウスに姉妹で競い合うよう煽られていたが、ルベウスに捨て駒にされてセーラー戦士や姉妹に救い出され、セーラームーンの「幻の銀水晶」の浄化を受け入れて人間になった。その後は20世紀で化粧品の販売をしながら4人で仲良く生活している。
SFCのRPG『Another Story』での設定はテレビアニメをベースにしており、「運命を変えてサフィールを生き返らせてやる」と唆されたことで再び敵になってしまい、最後はセーラー戦士に謝罪しながら倒された。
嵐（トルネード）のペッツ
声 - 緒方恵美（初代テレビアニメ）、水田わさび（Crystal） / ミュージカル 演 - 池上愛、依田秀亮
四姉妹の長女。緑髪の夜会巻きのクールな女性。黒いファーとベルトをつけたタイトワンピースとレギンス、手袋とショートブーツを着用。瞳の色は深緑。ジュピターと同様に電撃や嵐、植物を操る力を持つ（原作設定資料集では動物・植物系・ウイルスなどを操る力を持つ）。命名の由来は鉱物のペッツ鉱。
原作と『Crystal』
三番目の刺客として登場。悪性のウイルスを巻き散らし、病気で死んだ者とドロイドを入れかえる作戦を実行したが、ジュピターに発見され戦闘となる。邪黒水晶のピアスで起こすトルネードでジュピターを圧倒し捕獲したが、駆け付けたムーンに倒される。しかし命と引き換えにジュピターを攫うことには成功した。
初代テレビアニメ
カラベラスとのコンビで行動し、黒い電撃を放つ「ダルクサンダー」が必殺技。まことと同様に失恋経験があるが、そのショックから男嫌いとなり、「女を男に依存させるもの」として愛を否定する。登場した部下のドロイドは風雷鬼。
ルベウスにダークパワーを増幅させるスティックを与えられ、カラベラスと共に人間として暮らしていたコーアンとベルチェを捕獲。救出に来たセーラー戦士を圧倒したが、逆にスティックが発するダークパワーに操られて妹たちまで攻撃してしまい、ルベウスに捨て駒にされて次元の裂け目に吸い込まれかけたところを妹に助けられ、セーラームーンの浄化を受け入れて人間になった。しばらくしてワイズマンの真意を知って逃亡したサフィールに再会、カラベラスの口から失恋相手はサフィールだったことが語られる。ワイズマンの攻撃で負傷した彼を介抱するが、その姿にブラック・ムーンが忘れていたものに気付いたサフィールは、兄・デマンドを説得しに行くと告げる。その強い決意を止めることは出来ず、ペッツはデマンドを送り出すが、二人がまた会うことはなかった。
ミュージカル
『〜誕生! 暗黒のプリンセス ブラック・レディ〜』では改訂前に女性が演じていたが、改訂版で男性に交代してコミカルなオカマキャラになっている。
霊媒（ミディアム）のカラベラス
声 - 平松晶子（初代テレビアニメ）、半場友恵（Crystal） / ミュージカル 演 - 遠藤あど
四姉妹の次女。オールバックお団子の茶髪に金色のリボンを飾った快活な女性。サーカス風のチョーカーとタイトワンピースを着用し、黄色いリボンを腕とブーツに巻いている。瞳の色は茶色。登場メディアで能力設定が大きく異なる。デザインはクリスチャン・ラクロワの1992年オートクチュールコレクションにインスパイアされている。命名の由来は鉱物のカラベラス鉱。
原作と『Crystal』
四番目の刺客として登場。霊能力が武器で、予言者「ミス・カラベラス」としてテレビ出演し、チャネリングでブラック・ムーンの予言と思想を宣伝する。自身の講演会に集まった人々を洗脳するが、美奈子に洗脳を解かれた。姉妹の仇を討とうとその魂を召喚してヴィーナスを捕らえようとするが、同時期にタキシード仮面の攻撃を受けたルベウスが先に退却したため失敗、最後は姉妹の魂と共にセーラームーンに倒された。
初代テレビアニメ
ヴィーナスと同じく鞭が武器で「ダルクビュート」が必殺技。他の姉妹とは違い普通の武器に見えるが、カラベラスの意思でどこまでも伸びて体の一部のように操れ、末端のみで相手の首を締めるなど応用範囲が非常に広い。性格は美奈子のように明るい話し上手で、注目を集めることが得意。自信過剰で美しさでも強さでも一番と信じ、自分と釣り合わないものを見下して「愛は利用するもの」と考えている。
結果的にペッツと行動することが多く、ペッツが男嫌いとなった経緯を語った。登場した部下のドロイドはジャーマネン、アボガードラー、アクムーダと、四姉妹中最多の3人。コーアンとベルチェが相次いで人間になった後、ペッツと共にコーアンたちを捕獲、助けに来たセーラー戦士との戦いでスティックに操られたペッツに攻撃され、ショックを受けたところ、セーラームーンに気遣われて改心。妹たちと和解し、次元の裂け目に吸い込まれかけたペッツを助け、ペッツとともにセーラームーンに浄化されて人間となった。
振り子（ペンジュラム）のベルチェ
声 - 天野由梨（初代テレビアニメ）、笠原留美（Crystal） / ミュージカル 演 - 若山愛美
四姉妹の三女。命名の由来は鉱物のベルチェ鉱。銀髪の三つ編みポニーテール（ボヘミアン風に三つ編みを額にかけている）の上品な女性。水色のレオタードとブーツを着用し、同色のリボンを手袋状に巻いている。瞳の色は水色。水を操る力を持ち、亜美と同じくチェスの名手。
原作
二番目の刺客として登場。プロのダウザー「ミス・ベルチェ」としてテレビ出演し、天才少女の亜美にチェスの挑戦状を叩きつける。対戦会場で亜美をマーキュリーと言い当て、交戦して捕獲したが、駆け付けたムーンに倒された。しかし命と引き換えにマーキュリーを攫うことには成功した。
初代テレビアニメ
凍結技の「ダルクウォーター」が必殺技。亜美と同じく穏やかで知的な分析家だが、冷淡でどこか扇情的。部下のドロイドはアツゲッショとニパス。自分は参謀に徹して表には出ず、実際の作戦はドロイドが行う。ドロイドに処分を脅す場面もある。
チェスタワーでの作戦では、得意なチェスに関わる場所とあって単独作戦を決行。マーキュリー以外のセーラー戦士を人質に取り、彼女たちの命を賭けてマーキュリーとチェス勝負を挑んでギリギリまで追い詰めたが、タキシード仮面の介入で作戦は失敗に終わる。姉たちにも見捨てられて自暴自棄になり、自分ごと周囲を凍らせようとするが先に改心していたコーアンの説得で立ち直り、セーラームーンの浄化を受け入れて人間になった。
『Crystal』
原作とほぼ同様だが、ちびうさと捕えたマーズの救出を掛けて亜美とチェスで対決する。亜美の心の隙に漬け込んで精神的に追い詰めるが、うさぎの応援に励まされた亜美に敗れた。その後の末路は原作と同様。
同感（シンパシア）のコーアン
声 - 山崎和佳奈（初代テレビアニメ）、雪野五月（Crystal） / ミュージカル 演 - たくませいこ、染谷妃波
四姉妹の末っ子。自称「カゲキな末っ子」。紫色の癖っ毛に猫耳型のシニヨンをつけた勝ち気な女性。額に紫の宝石を飾り、ピンクのストライプタイツと紫のチュチュスカート、ヒールを着用。瞳の色は紫。マーズと同じく炎を操る力を持つ。デザインはティエリー・ミュグレーの1992年コレクションにインスパイアされている。命名の由来は鉱物の紅安鉱。
原作と『Crystal』
最初の刺客として登場。黒月紅安（くろづき こうあん）を名乗ってレイが通うT.A女学院に潜入し、超常現象同好会「ブラック・ムーン」を設立。一般人を焼き殺してドロイドとすりかえていた。
自称「過激な末っ子」の言葉どおり、死期を占うなどの過激な預言で学園をパニックに陥れ、セーラーマーズに正体を明かして戦った。そのままマーズを捕獲したが、セーラームーンに倒される。しかし、命と引き換えにマーズを攫うことには成功した。
初代テレビアニメ
青白い炎を放つ「ダルクファイヤー」が必殺技。一途で直情的な性格で、ルベウスに片思いしていた。原作や『Crystal』同様、セーラー戦士の前に最初に現れた。登場回は火川神社を舞台にした話が多く、レイの祖父や熊田雄一郎とも会っている。部下のドロイドはダンブルで、ダンブルとタッグを組んで「コーアン・ダルクパワーブレス」を繰り出したことがある。
度重なる失敗でルベウスに見捨てられ、さらにルベウスから自分が捨て駒だったことを聞かされて自暴自棄になる。だがセーラーマーズの説得に救われ、セーラームーンに「幻の銀水晶」の力で浄化されて人間となった。

## 人造宝石ブラザーズ（ブールブラザーズ）
翠のエスメロードの配下の双子の兄弟。二人で力を合わせて繰り出す「エレクトロ側鎖」が必殺技。「ブール」の由来はベルヌーイ法などで生成される人造宝石の原石ブール。
初代テレビアニメでは、第81話にてエスメロード配下の最強のドロイドとして登場し、区立十番小学校と十番公園に同時設置されたダルクヘンジの番人として呼び出された。幹部同様に「邪黒水晶」のピアスをつけ、ペンダントの邪黒水晶のコアや守護するダルクヘンジは金色。黒い次元の裂け目を利用して壁や床を通り抜ける。最大の必殺技は二人で作り出したダークパワーの結界に相手を閉じこめ、黒い稲妻を浴びせる攻撃。
キラル
声 - 江原正士（初代テレビアニメ）、羽多野渉（Crystal）
長髪の青年で白い肌を持つ。初代テレビアニメでは水色の髪で、『Crystal』では淡い金髪。名前の由来は鏡像と重なり合わない物体を指し、結晶構造にも関わる化学用語のキラル分子。
原作と『Crystal』
30世紀のクリスタル・トーキョーにタイムスリップしたセーラームーンたちを襲撃するが、キング・エンディミオンのサポートを受けたタキシード仮面とセーラーヴィーナスの必殺技で倒された。
初代テレビアニメ
区立十番小学校に転入したちびうさと駆けつけたセーラームーンを襲い、ムーン以外のセーラー戦士が駆けつけるとアキラルと同時に出現。圧倒的なダークパワーでセーラー戦士とちびうさを追い詰めるが、親友の桃原桃子に庇われたちびうさに怒りのエナジーを放出され、とても敵わないと判断して逃走。その後、ふたたび地面の中から現れ奇襲したが、タキシード仮面のバラ攻撃に阻まれ、さらにムーンが必殺技のモーションに入ったため地中に潜って逃げようとするも、ジュピターに阻まれ、そのままムーンの必殺技で倒された。
アキラル
声 - 置鮎龍太郎（初代テレビアニメ）、田中一成（Crystal）
キラルそっくりな長髪の青年だが、こちらは浅黒い肌を持つ。名前の由来は鏡像を指し結晶構造にも関わる化学用語のアキラル分子。
原作と『Crystal』
キラルと同じ末路を迎える。『Crystal』でのキラルとの違いは肌の色のみ。
初代テレビアニメ
紫色の髪と褐色の肌を持つ。土から産まれたような描写があり、地面を捲り上げて壁に変えて防御に使う。また、腕を伸ばして攻撃する技も使う。キラルが区立十番小学校でちびうさとセーラームーンを襲撃している時に、十番公園のダルクヘンジの近くに現れたセーラー戦士たちを襲撃する。セーラー戦士がムーンの援護に駆けつけ、アキラル自身もキラルと合流し、最後は二人同時に倒された。

## ドロイド
ブラック・ムーン配下の怪人。「邪黒水晶」をエネルギー源にしている人造人間で、汎用兵士である。

### 原作と『Crystal』
サフィールの錬金術で作られる人造兵士。大量生産され、ヴェネティ&アクアティキ以外は人形に似た容姿で区別もない。あらゆる人間に変身する能力があり、20世紀の人間と少しずつ入れ替わって秘密裏に社会を乗っとる計画であった。
SFCの『セーラームーンR』には「シェイド」という名前で登場。最初に出てくるザコ敵だが、その後3面まで特に特徴のない一般的な敵キャラクターとして登場する。また、同じくSFCの『アナザーストーリー』には「せんとういんA」の名前で終盤に登場する。
ヴェネティ&アクアティキ
声 - 森下由樹子、大和田仁美（Crystal） / ミュージカル 演 - 荻野泉（2001）、韓今希（2002）、桑原由夏
蒼のサフィールの配下の完成品ドロイド。生みの親のサフィールに忠誠を誓う。2体ともエクトプラズムのような姿。作成は技術的にも難しい上に莫大なエネルギーを使う。
サフィールと共にうさぎへと襲いかかったが、セーラームーンの再覚醒による聖なるエネルギーを浴びて消滅した。
初代テレビアニメには登場しない。『Crystal』ではドロイドA、ドロイドBとして登場。
ミュージカル『〜誕生! 暗黒のプリンセス ブラック・レディ〜』では、赤と青の色違いの服を着たショートヘアの女性で、人間と同じ感情を与えられている。

### 初代テレビアニメ
作戦実行を担当するあやかしの四姉妹やエスメロードの配下。ダーク・キングダム編に登場した妖魔のような存在。人間的な個性があり、容姿・能力や役割も多彩で、身体か衣服のどこかに「邪黒水晶」を加工したコアの宝石（黒い三日月が浮かんだカラフルな宝石）を身につけている。特定の言葉やギリシャ語の単語から命名されることが多い。
人造宝石ブラザーズと邪黒水晶の化身のジャーコック以外は全員女性体で、初期の妖魔に比べるとポップなデザインで美形度もアップした。全員が原作のように任意の人間に化けられるかは不明。作戦を単独実行するもの、アシスタントとして指揮官をサポートするもの、作戦の適任者として選抜されるもの、さらには指揮官に信頼されてパートナー扱いになっているものまで存在する。
セーラームーンに浄化されると、全身が結晶化した後に砂化して崩れ落ち、最後に「邪黒水晶」が効力を失ってただの石になる。全身が結晶化する過程は、全身にヒビが入りガラスが割れる音がして表皮が砕けるパターンと、徐々に全身が結晶化するパターン（ジャーマネン、ウデリング、パルマコン）の二通り。ほとんどは前者だが、実体が存在しないジャーコックはさらに特殊な演出。断末魔は統一されていない。なおエスメロード配下のドロイドが浄化されると、守護していたダルクヘンジも同時に破壊される。
原作や『Crystal』のように部隊としては登場せず、妖魔やレムレスのように大勢が同時に登場することもなかったが、最後に登場したドロイド・リュアクスが倒された後に「前線基地にいたドロイドは撤退させた」旨をエスメロードが語ったため、他にもドロイドはいると想定できる。
アツゲッショ
声 - 小林優子
第61話に登場する、ベルチェ配下のドロイド。名前の由来は「厚化粧」。
ベルチェによって占拠されたクリスタルポイントである化粧品店『お多福屋』にて、「厚毛 粧子（あつげ しょうこ）」という女性店員に化けて活動。ダークパワー入りの化粧品を早口なセールストークで売りさばくが、強引に化粧を勧める節がある。
正体は化粧品をモチーフとしたデザインで、邪黒水晶は額に埋め込まれている。変装時と同様に相手に厚化粧を勧めつつ、戦闘時には口から強力な溶解液を吐き、近くの敵は巨大パフで叩き潰す。しかしタキシード仮面によって弾き返された溶解液を顔に浴びたことによりのっぺら坊になってしまい、混乱して顔を描きはじめたことが大きな隙となり、セーラームーンに倒された。
テレビゲームではSFCの『セーラームーンR』と『アナザーストーリー』、ゲームボーイ『セーラームーンR』に登場する。特にGB版では神経衰弱などのミニゲームで対決することになるが、戦闘前に「やりかたをきくか」とルール説明をしてくれる律儀な性格に描かれている。
ニパス
声 - 原えりこ
第62話に登場する、ベルチェ配下のドロイド。名前の由来はギリシャ語の「吹雪」。
雪女がモチーフで、袴を付けた和装と邪黒水晶が埋めこまれた冠を付け、自在に空を飛び回りながら、浴びた物を氷漬けにする冷気を口から吐き出すことが出来る。人間に化けたときの姿は正体と顔がそっくりなボブカットヘアの女性。ベルチェからは作戦に不都合があればいつでも処分する旨を伝えられており、怯えていた。
ベルチェの命令でクリスタルポイントであるアイスクリーム店『BOB-FLOY』を占拠。そのまま店員に化け、舐めると熱さが我慢できなくなるダークパワー入りのアイスを売り捌いた。元の店員や多くの一般人を氷漬けにして裏の倉庫に閉じこめており、調査していたアルテミスをも氷漬けにし行方不明になったことからセーラー戦士たちに企みが露呈。戦闘時にはマーキュリーを除く4人に対し冷気を浴びせ続け氷漬けまであと一歩と追いつめるも、遅れて到着したマーキュリーの「シャイン・アクア・イリュージョン」を受けたところが大きな隙となり、セーラームーンに倒された。
テレビゲームではGB版『セーラームーンR』に登場。アクションシーンの一般的なザコキャラクターで、空中を波打つように浮遊したり、地上で操作キャラクターに向かってまっすぐ体当たりをしてくる。
ダンブル
声 - 江森浩子
第63話に登場する、コーアン配下のドロイド。名前の由来は「ダンプ松本」と「ブル中野」から。
悪役女子プロレスラーのような風貌で、邪黒水晶を埋め込んだチャンピオンベルトを腰につけており、見た目どおりにパワフルなプロレス技が得意。決め技は両腕から衝撃波を放つダンブル・ダブルラリアット。人間に化けているときも含め、「ダンブル」としか喋らない。
クリスタルポイントである火川神社の別宅にて、レイの祖父により開かれたプロテクト・エステ講座へコーアンと共に人間に化けて潜入。コーアンが色仕掛けで祖父を篭絡したことでコーチに指名され、乱暴なコーチングで受講者の憎しみを煽り、プロテクト・エステ講座会場を憎悪と混乱の渦に陥れた。しかし、祖父によって受講者が気絶させられ混乱が収まってしまったため、祖父を邪魔者と見なしコーアンの命令で正体を現す。その後、祖父を庇ったレイを痛めつけた上にダンブル・ダブルラリアットを祖父に喰らわしたが、そこにセーラームーンが乱入してコーアンとの協力技を阻止された。さらに乱入したタキシード仮面にドロップキックを浴せられて隙ができたところをセーラームーンに倒された。
テレビゲームではSFCの『セーラームーンR』と『アナザーストーリー』に登場する。『セーラームーンR』ではベアハッグが強力であり、3面に登場するものは全ザコ中最大の体力を持っている。
風雷鬼（ふうらいき）
声 - 片石千春
第64話に登場する、ペッツ配下のドロイド。風神・雷神がモチーフで、空を飛びまわり、暴風を吹き出すドライヤーと、雷を発生させる太鼓で雷雨を操る。また、右肩に埋め込まれた邪黒水晶から伸びたコードは巨大な電極に繋がっており、そこから電気を流すことも出来る。「どんどん」などの擬音と自分の名前しかしゃべらない。
ルベウスからちびうさが雷を嫌うと聞き、うってつけのドロイドとして呼び出される。ちびうさを炙り出そうとその能力で強烈な雷雨を十番街に降らせたところ、混乱したちびうさがエナジーを放出。そのまま単独でエナジーの放出元へ向かいちびうさに襲いかかったところ、セーラームーンに邪魔をされる。戦闘では雷と暴風攻撃で終始優位に立つが、乱入したタキシード仮面により太鼓を破壊され、無力化したところをセーラームーンの「ムーン・プリンセス・ハレーション」に倒された。
テレビゲームではSFCの『セーラームーンR』と『アナザーストーリー』に登場。『セーラームーンR』では電撃攻撃や全ザコ中最大のダメージを与える炎攻撃など、高い攻撃力を武器とする。
ジャーマネン
声 - 大野由佳
第65話に登場する、カラベラス配下のドロイド。名前の由来はマネージャーを示す芸能界用語「ジャーマネ」。
普段はグラスの中の赤ワインに擬態しているが、呼び出されると「おじゃまいたします」と挨拶し邪黒水晶入りの黄色い蝶ネクタイをつけた真っ赤な女性の姿を取る。「赤」がデザインコンセプト。自分の全身をスライム状に変え形・粘度・体積を変幻自在に操る能力を持ち、腕をナイフや触手に変えたり、粘液に変えた身体の一部で相手を拘束する攻撃を得意とする。また、作戦場所となった店内では天井や床に作り出す黒い次元の裂け目から出現し、口数は少ないが上司であるカラベラスには敬語を使う。
なりゆきでペッツとカラベラスの二人が行ったおまじないグッズ店侵攻作戦に同行。店員を倉庫に捕らえて制服を奪ったが、自身は人に化けることはなく、接客を含む作戦行動はペッツとカラベラスが実行した。セーラー戦士との戦闘になるとカラベラスに呼び出されて加勢し、ジュピターの足元から粘液状の触手を伸ばして拘束するなどの攻撃を行う。しかし相手がセーラームーンを除く4人になると、ジャーマネンにこの場で戦闘を継続することを命じてペッツとカラベラスは退却する。二人を追おうとするセーラー戦士たちだったが、ジャーマネンは粘度を高くした自身の全身を爆発的に噴射し、無差別に部屋中へ撒き散らすことでその場の4人全員を拘束した。粘液まみれとなった店内に再び女性の姿の本体が現れ、動けない4人へ止めを刺そうと腕をナイフ状に変化させるが、まさにそのときセーラームーンが現れ、後ろから「ムーン・プリンセス・ハレーション」を撃たれ浄化された。
テレビゲームではSFCの『セーラームーンR』と『アナザーストーリー』、ゲームボーイの『セーラームーンR』、PCエンジンの『セーラームーンコレクション』に登場。特にSFC版『セーラームーンR』では地面に隠れながら移動するため攻撃しにくく、なおかつ吸い込み範囲が広いかつ発生も早い絡み付き攻撃を放つ強力な敵だが、3面後半とボス戦にしか登場しない。また、『セーラームーンコレクション』では亜美のミニシアターに登場する。なお絵本版ではデザインが異なり、水色のスライム状で毛髪もないマネキン人形のような姿となっている。
なお、真っ赤な粘液状の裸体に蝶ネクタイしか着用していないという刺激的な姿によって、未だ熱心なファンが存在する。
アボガードラー
声 - 南場千絵子
第66話に登場する、ペッツとカラベラスの共同作戦をサポートしたドロイド。呼び出すシーンが無いためどちらの配下なのかはっきりしないが、ペッツは指示をせず、全ての命令はカラベラスが行っている。名前の由来は「アボカド」。
名前の通り、攻撃・風貌ともトロピカルフルーツを題材としており、褐色の肌にパパイヤ型のビキニアーマーとアボカドの葉の腰蓑を付けた姿をしている。「亜保我 虎子（あぼが どらこ）」という名前の売り子として人に化けた際も臍出しの開放的な姿で明るく振る舞っていた。邪黒水晶は首飾りに付けている。「アボ」が口癖。
クリスタルポイントである十番スーパーにおいて試食コーナーを作り、ペッツとカラベラスと共に店員に化け、食べた人間をダークパワーに汚染するダークフルーツを売り捌く。客中にダークパワーが行き渡ったところで服を破り捨てて正体を現し、さらにダークパワーを放出して店全体を汚染した。
その場に居合わせたセーラームーンとマーズとの戦闘になるも、最初はアボカド爆弾を無差別に撒き散らして優位に戦う。しかしタキシード仮面に乱入された後はタキシード仮面のスティックでの打撃をバナナソードで逸らすのが精一杯。ついにタキシード仮面の打撃が当たり苦しんだところが致命的な隙となり、セーラームーンに倒された。
テレビゲームではSFCの『セーラームーンR』と『アナザーストーリー』、ゲームボーイの『セーラームーンR』に登場。GB版『セーラームーンR』ではアツゲッショと同じようにミニゲームで対戦することになるが、語尾にアボをつけながら律儀にルール説明をしてくる。
アクムーダ
声 - 阿部道子
第69話に登場する、カラベラス配下のドロイド。名前の由来は「悪夢」。
首まで覆う黒いタイツの上に緑のビキニを着たようなデザインであり、邪黒水晶は胸元。「ゆめゆめ」と呟きながら額に生えている一本の角から催眠波を出して敵を眠らせ、黒い霧状になって相手の口から体内に侵入し、そのまま覚めぬ悪夢を見せて少しずつエナジーを奪い衰弱死させる。体内に侵入したアクムーダには手を出せないため、攻撃の解除にはなんらかの方法で対象を悪夢から目覚めさせなければならない。
作中では深夜に起きた戦闘にてカラベラスに呼び出される。早速、セーラームーンを催眠波で眠らせたものの駆けつけたマーズの攻撃にダメージを受け、黒い霧状に変化したがそのままセーラームーンの体内に入りこみ、永遠に衛を追いつづける悪夢を見せてエナジーを奪い、衰弱させる。他のセーラー戦士が必死で呼びかけ起こそうとするも徒労に終わり打つ手がない状況だったが、ルナの懇願により駆け付けたタキシード仮面（衛）が愛を込めた口づけをしたことでムーンが目覚め、攻撃が解除された。最後は実体化し、額の角を引き抜いて剣のようにしてタキシード仮面に襲いかかるも、そこをあっさりとセーラームーンによって倒された。
テレビゲームではSFCの『アナザーストーリー』と、ゲームボーイの『セーラームーンR』に登場。GB版『セーラームーンR』では高速で空を飛んできて操作キャラクターの背後で実体化して切りつけるという変則的な攻撃をしてくる。
ジャーコック
声 - 江川央生
第75話に登場するドロイド。大鎌を持つ死神の姿でちびうさの夢の中に現れ、ちびうさの心を蝕んだ。正体はワイズマンが送り込んだ彼の分身とも言うべきもの。
セーラープルートの力で夢の中に入ったセーラー戦士を襲うが、夢の世界の主である深層心理内のちびうさがセーラー戦士を信じず、本来の力を発揮できないセーラー戦士を圧倒した。しかし、ちびうさを必死に守って信頼を勝ち得たセーラームーンが無敵の力を手に入れ、形勢が逆転すると、セーラームーンの「ムーン・プリンセス・ハレーション」で浄化された。
テレビゲームではSFCの『アナザーストーリー』に登場。ジュピターやヴィーナスに楽しい夢を見せて眠らせていた。また、色違いのジャーコックブラウンが登場する。
マジパン
声 - 萩森侚子
第76話に登場する、エスメロード配下のドロイド。名前の由来は洋菓子の「マジパン」。
ネガティブポイントのケーキ店に打ち込んだダルクヘンジの守護に呼び出され、ウェイトレスに化けてエスメロードがダークパワーを注いだケーキを運んだ。衛に怪しい気配を気付かれて正体を現す。
正体は砂糖菓子のようなデザイン。邪黒水晶は額に埋め込まれている。素早い動きで翻弄しつつ、両腕をクリーム絞り器に変え、そこから生クリームや菓子を放出する。セーラーマーキュリーを除くセーラー戦士を生クリームや巨大な菓子で拘束するも、風貌どおり砂糖で出来ていたため水に弱く、タキシード仮面の助言からそれに気付いたマーキュリーに水を浴びせられ、弱ったところをセーラームーンに倒された。
ウデリング
声 - 原えりこ
第77話に登場する、エスメロード配下のドロイド。人間に化け、ネガティブポイントのプロミスリング教室に講師として潜入し、ダークパワーを放出するプロミスリングの作り方を教えていた。指導力そのものは高く、不器用なうさぎをプロミスリングの完成間近まで導いた。正体を現してからもよく喋る。口癖は「リング」。
正体は南米サッカーの応援団風のデザイン。邪黒水晶は首飾りに付けている。多彩なプロミスリングの種類を紹介しながら、それに因んだ光輪を投げてくる。しかし最後の手段と題した五輪のリングをジュピターとヴィーナスの合体技で破られたことが致命的となり、セーラームーンによって倒される。
パルマコン
声 - 大野由佳
第78話に登場する、エスメロード配下のドロイド。名前の由来はギリシャ語の「薬」。
『レインボー戦隊ロビン』のリリをモデルにしており、特に人間時の姿はそっくりになっている。本来の姿は女性看護師と薬のカプセルがモチーフであり、髪は固体状でガラスのように艶を放ち、ボディラインが透けて見える半透明なチューブ状の衣服を纏い、邪黒水晶の付いた帽子を被っている。右手に付いている巨大なメスで切りつけながら、左手に付いている巨大な注射器の外筒部分を何本もロケットのように飛ばして攻撃してくる。口癖は「パル」。
ネガティブポイントである十番医科大学病院に看護婦に化けて潜入、ダークパワーを封じこめた薬と注射を使って新型のインフルエンザを十番街に蔓延させていた。そこに偶然未だ健康であった美奈子とちびうさが病院を訪ねてきたため、女医に化けたエスメロードがちびうさにダークパワー入りの注射を迫ったところ、混乱したちびうさがエナジーを放出し、ちびうさがラビットであることに気付く。そのままラビット抹殺のために二人は正体を現すが、セーラーヴィーナスに変身した美奈子と戦闘になる。パルマコンは身軽な動きでヴィーナスを手玉に取り注射器ロケットで壁に拘束、さらにちびうさへ攻撃を試みるも、タキシード仮面に阻止された上に他のセーラー戦士が到着。マーズの「バーニング・マンダラー」を受けたところをセーラームーンに止めを刺された。
テレビゲームではSFCの『アナザーストーリー』に登場。1章にて病院の看護婦に化け、不意打ちしてくる。
ドッグバー
声 - 中友子
第79話に登場する、エスメロード配下のドロイド。モチーフはサーカスの猛獣使いで、人間以外のあらゆる動物を操る力を持っている。戦闘時には手持ちの鞭で攻撃したり、巨大な首輪を飛ばして相手を締めつける。服装もモチーフそのもので、赤い肌をしており、邪黒水晶はサークレットに付いている。「ドックバー」としか喋れない。
ネガティブポイントである動物大王国に打ちこまれたダルクヘンジを守護するために呼び出され、そこに居た女性獣医へ化けてなりかわる。動物を操る力を使って二本足で歩く猫などの見世物を出して人を集めると、そこを動物に襲わせ、動物大王国を混乱に陥れる。正体に気付いたアルテミスが戦いを挑んだが敵わず、追いつめられたところにヴィーナスが登場し、ラブミーチェーンで鞭を壊される。さらに操っていた動物たちをマーズとマーキュリーに無力化されると、鎖付きの首輪で5人を拘束。しかしそこにアルテミスが飛びかかって時間を稼ぎ、その間に首輪から開放されたセーラームーンによって倒された。
テレビゲームではSFCの『アナザーストーリー』の2章セーラーヴィーナス編に登場する。
ギワーク
声 - 安藤ありさ
第80話に登場する、エスメロード配下のドロイド。名前の由来は「疑惑」。
邪黒水晶は胸元に埋め込まれており、デザインに関して芝田浩樹は「触覚があって、かつ疑惑の眼差しをしたドロイドが描きたかった」と話している。触覚から疑心暗鬼に誘う幻覚光線を出し、同士打ちを誘う。また分身しての攻撃を得意とし、分身たちによる360度からの同時攻撃は格闘戦が得意なタキシード仮面すら手玉に取る。口癖は「ギワーク」。
ネガティブポイントである英才塾に打ちこまれたダルクヘンジを守護するために呼び出される。そこに通っていた海野ぐりおたちの性格の変化から異常を察知したマーキュリーが単独で潜入してきたが、分身攻撃で時間を稼ぎ、ヴィーナス、ジュピターとマーズが到着したところへ、マーキュリーに3人が自身のことを悪く言う幻覚を見せ疑心暗鬼に誘い、マーキュリーを惑わせ動けなくする。そこへセーラームーンが遅れて到着、セーラームーンにも同様に疑惑へ誘う幻聴を見せるが、もともとバカにされることに慣れているセーラームーンにはまったく通用しなかった。そのため分身攻撃に切りかえ、セーラームーン、さらに加勢に来たタキシード仮面までも圧倒する。
その余裕からマーキュリーが味方を攻撃する様をムーンに見せようと、マーキュリーへさらに強力な幻覚を仕掛け、他のセーラー戦士たちへの攻撃を誘導する。しかし、セーラームーンの言葉で疑惑の心を打ち破ったマーキュリーはギワークを攻撃し、幻覚の元である触覚を失い、それが致命的な隙となってセーラームーンに倒された。
なお、この間ドロイドに任せきりのエスメロードは入浴してのんびりしていたため作戦の展開を関知しておらず、サフィールが忠告に現れるまでギワークが倒されたことすらも気付いていなかった。
テレビゲームではSFCの『アナザーストーリー』に登場。2章セーラーヴィーナス編で必ずアクムーダとセットで出現する。また、絵本版ではデザインが異なり、手足が蜂の腹のような黄色と黒の縞模様になっている。
リュアクス
声 - 浦和めぐみ
第82話に登場する、エスメロード配下のドロイド。名前の由来はラテン語、ギリシャ語の「溶岩の流れ」から。
歪んだ時計をモチーフとしたデザインのとおり、時間を自由に操ることが出来る。特に時間を逆回転させる「リュアクスパワー」で自分に向けられた攻撃をそのまま相手に返すことが出来るが、一度操作すると暫くの間操作できなくなるという欠点がある。また時間を操る能力から、時空の迷路でも自由に動くことができる。
時空の迷路に散らばったセーラー戦士たちを殺し、ラビット（ちびうさ）を確保するためにエスメロードに呼び出される。まずは、ネオ・クイーン・セレニティに化けてちびうさを確保しようとするも、ちびうさのことを「ラビット」と呼んだことから偽者だと気付かれ、正体を現す。しかしちびうさからパチンコ攻撃などの抵抗を受けたため、爪を鋭く伸ばし、髪の毛を伸ばして威嚇しつつ襲いかかるも、そこにセーラー戦士5人が到着して戦闘に突入する。リュアクスパワーでセーラー戦士たちの攻撃を次々と跳ね返して優位に戦ったが、マーキュリーにリュアクスパワーを使ったあとの隙を看破され、囮となったちびうさにリュアクスパワーを使ってしまったところへ「セーラー・プラネット・アタック」を受けて倒された。そのあとセーラームーン達がクリスタル・トーキョーに到着した頃、失態続きで精彩を欠くエスメロードはサフィールから責任の重さを厳しく問われた。
テレビゲームではSFCの『アナザーストーリー』と、プレイディアの『セーラームーンS クイズ対決! セーラーパワー結集!!』に登場。『アナザーストーリー』ではブラックムーンのUFO内で必ずジャーマネンとセットで出現する。『セーラームーンS クイズ対決! セーラーパワー結集!!』ではセーラームーンにクイズを出題する敵として登場する。

### ゲーム
ヘビーシェイド
SFCの『セーラームーンR』と『アナザーストーリー』に登場。原作におけるドロイドである「シェイド」が相撲取りのように太ったもの。
『セーラームーンR』では巨体でありながら身軽で、セーラー戦士と一定の間合をとり、スライディングなどで画面の端から端までを移動する。スライディング中にセーラー戦士が触れるとこちら側のダメージとなるため、非常に攻撃しづらく、最初から最後まで悩まされる敵キャラクターである。
『アナザーストーリー』では「せんとういん」という名前で登場する。

## ミュージカルオリジナルキャラクター
アロンとマナ
演 - 安谷屋なぎさ、鈴木かすみ
『〜誕生! 暗黒のプリンセス ブラック・レディ〜』に登場。ブラック・ムーンと地球人のハーフの双子の姉妹。プリンス・デマンドに育てられた天真爛漫な少女たちで、一族に可愛がられている。沢山の花が咲く地球への移住を夢見ている。名前の由来は旧約聖書に登場するモーセの兄アロンと食物のマナ。
斑のティルムン
演 - もろいくや
『〜誕生! 暗黒のプリンセス ブラック・レディ〜』に登場。アナウンサーの六本木ティムルンに変装した。なぜか額の三日月が欠けている。
ヒュルヒュルラガーマン / ヒュルヒュルロッカーマン
演 - 富永研司
『〜誕生! 暗黒のプリンセス ブラック・レディ〜』に登場したドロイドで、改訂前と改訂版で名前が違う。改訂前のヒュルヒュルラガーマンはドキドキラガーマンとヒュルヒュルベースボーラー、改訂後のヒュルヒュルロッカーマンはヒュルヒュルウレセンロッカーマンとヒュルヒュルコンダクターをパワーアップ形態と称している。ファンイベントの担当俳優によると、フルネームはドキドキ・チクタク・ヒュルヒュルラガーマンらしい。
黒月 光（くろつき ひかる）
演 - 小野妃香里
『愛のサンクチュアリ』に登場したプリンス・デマンドの先祖。職業はリングアナ。デマンドに瓜二つだが、性格は陽気で気が小さいと対照的。デマンドから送られるパルスに悩まされている。

## 関連用語
歴史の再生（オペレーション「Re・play」）
原作と『Crystal』におけるブラック・ムーンの表の目的。デス・ファントムの真意を知らぬ、プリンス・デマンドの悲願である。白い月の王国に侵されて長寿社会となってしまった歴史を、その支配前の過去へ戻って塗り替え、ブラック・ムーンの社会を新たに築くこと。「オペレーション」と称して作戦を行った。コードは001 - 005及びEXがあり、英語名称にはすべて「Re-」で始まる用語を使用している。
ネメシス
太陽系第10番惑星であり、ブラック・ムーン一族の本拠地。軌道が不規則で計算不能なため21世紀以降になるまで発見されなかった。
太陽の光も届かぬ過酷な環境だが大量の「邪黒水晶」が存在し、マイナスパワーで周囲の時空を歪め、あらゆるエネルギーを吸収する。ブラックホールに近いが、星自体は成長途上で不安定。
原作では流刑されたデス・ファントムの怨霊と一体化しており、星自体が意思を持っている。
ネメシスとは仮説上の恒星の名前であり、人間の神への無礼に憤り罰を与えるギリシャ神話の女神の名前でもある（原作と『Crystal』のブラック・ムーンはクリスタル・トーキョーの不老長寿社会を神への冒涜と見なして憎悪している）。
邪黒水晶
ネメシスにて発見された特殊な水晶で、「幻の銀水晶」と対になる存在。あらゆる光やエネルギーを吸収して強大なマイナスエネルギー（初代テレビアニメ版ではダークパワー）を放出し、時空を歪める性質がある。
ブラック・ムーン一族はこれの発見により強大な力を得ており、最重要資源である。構成員はワイズマンから渡された邪黒水晶のピアスを身につけているが、蒼のサフィールはワイズマンへの不信感から着用していない。ピアス以外にも、エネルギー源、ドロイドやダルクヘンジの材料など、様々な用途に使われている。
さらにプラスエネルギーを吸収してしまう性質から、「邪黒水晶」が豊富にある場所ではセーラー戦士たちの変身や活動が阻害される。
マイナスエネルギー / ダークパワー
「幻の銀水晶」から放出されるプラスエネルギーと対になるもの。「邪黒水晶」から放出されるが、怒り・憎しみなどの感情にも由来するマイナス（負の）エネルギー。原作と『Crystal』では主にマイナスエネルギーと呼ばれるが、初代テレビアニメ版でのみダークパワーと確固たる名称が付けられている。その強大なパワーは時空をも歪めてしまうほどで、ブラック・ムーン一族はこれを用いてタイムワープやテレポートを行っていた。
また、これを浴びた人間は様々な影響を受ける。小さなところでは怒り・憎しみなどの感情が増幅され、愛を否定したり、歪んだ解釈を行うようになる。さらに浴び続けて適応すると、ダークパワーを自在に操ることが出来るようになり、あやかしの四姉妹のように個別の超能力に目覚める。
UFO
ブラック・ムーン一族の乗り物。ネメシスから地球までの移動に利用される。
原作と『Crystal』では葉巻型の光体(葉巻型UFO)として描写されている。地表から飛び立った痕跡として、ミステリーサークルが残る。
初代テレビアニメ版では「邪黒水晶」で作られており、結晶のような凝ったデザインで、一般的なUFOの型と一致しない。30世紀のクリスタルトーキョーを侵略する際には大挙して押し寄せてきた。
ルベウスが20世紀のTOKYOを侵略する際の基地としても利用されている。普段は周りの空間が歪められているため視認できないが、実際には十番街全体に影を落とすことが出来るほど巨大なもの。中央には指令室が存在し、四姉妹はそこでルベウスの指示を受けていた。またそこにある鏡は特別製で、外の光景を写し出すスクリーンとなったり、中に出入りすることもできる。鏡の向こうには広大な異次元が広がっており、四姉妹のプライベート空間として利用されていた。また要所に「邪黒水晶」が設置されており、UFO内部ではルベウスの力が増幅される仕組みになっている。
クリスタルポイント
初代テレビアニメ版のみ登場。クリスタル・トーキョーの強力な結界を構成するポイント。ここをダークパワーで満たすことにより30世紀の結界を弱体化させるのがルベウスの計画であった。
作戦中に順次調査され、ひとつずつ発見されていた。作中では化粧品店『お多福屋』、アイスクリーム店『BOB-FLOY』、火川神社の離れ、宝石店『おまじないハウス』、十番スーパー、チェスタワーの6箇所が登場した。
ネガティブポイント
初代テレビアニメ版のみ登場。20世紀に存在するダークパワーが溜りやすいポイント。
エスメロード自身がダウジングを行い発見していた。作中ではケーキ店『Maxi-5』、プロミスリング用品店、十番医科大学病院、動物大王国、英才塾『E英才塾』、十番公園、区立十番小学校の7箇所が登場した。
ダルクヘンジ
初代テレビアニメ版のみ登場。エスメロードの立案に従いサフィールによって作られた、ネガティブポイントに打ち込む楔。ダークパワーを注ぎ込むことで成長する。十分に成長した後、その力を利用して30世紀への巨大なゲートを開き、ダークパワーや大勢の尖兵を送りこみ一気に侵略を完了される計画であった。
デザインしたのはエスメロードで、自身がお立ち台で躍る様を元にしている。サフィールは作成時そのデザインを忠実に守ったが、その上で「悪趣味」と評している。
一本ごとに守護者となるドロイドが存在し、そのドロイドが倒されてしまうとダルクヘンジも無力化する。守護者のドロイドはダルクヘンジから現れるが、その際はデザイン通りのポーズを取っていた。
暗黒ゲート
初代テレビアニメ版で登場。20世紀の地球へ未来から「邪黒水晶」のダークパワーを一気に送り込んで、地球を暗黒の色に染め変えるための時空門。ブラック・レディのパワーが最大限に満ちた時に開かれ、地球を灰燼に、全てを闇に帰す。この中心が最終戦闘の場所となる。
邪黒水晶の内部
初代テレビアニメ版で登場。ブラック・ムーンの前線基地。30世紀ではうさぎが連れてこられた場所である。20世紀では最終戦闘の場となり、迷路のようになっている。
妖獣の手
ワイズマンの手のこと。名称は原作と『Crystal』に登場し、サフィールとエスメロードにも分け与えられている。
不気味な輝きを放ち、どこまでも伸びたり複数に分裂することが可能。さらに触れたものからエネルギーを吸いとってしまう。
初代テレビアニメ版ではダメージを受け粉々に砕けちった後、勝手に破片が集まり、元通りに再構成される様も描かれた。
邪視
ワイズマンの目のこと。デマンドにも第三の目として分け与えられている。
攻撃の他に、相手に強力な暗示を掛け、操り人形にしてしまうことが可能。デマンドはこの力を用いてセーラームーンを虜にしようと画策した。またワイズマンはこの力をうまく利用し、ブラック・ムーン一族を思いのままに操っていた。
暗黒の部屋
原作と『Crystal』に登場。ネメシスの「邪黒水晶」の反応炉の真下にある地下牢であり、デス・ファントムの遺体がある。ネメシスの中でも特に強いマイナスパワーに包まれており、ブラック・ムーン一族でさえも近づこうとはしない。作中では捕えたセーラーマーズ、セーラーマーキュリー、セーラージュピターを幽閉するためにも使われている。この時、捕えられていたマーズたちは強大なマイナスのパワーにより自分たちだけの力では変身が出来なくなっていた。
「邪黒水晶」の反応炉
ネメシスにあり、ブラック・ムーン一族の力の源である「邪黒水晶」のエネルギーを活性化させるための装置。
- 原作および『Crystal』では、サフィールが完成させた。ネメシスと外の世界とがつながる唯一の場所で、ドロイド兵を送り出し、拉致された戦士はここから入った。ネメシスで唯一セーラー戦士たちが変身できる場所でもある。ムーンによる「幻の銀水晶」の解放の影響で、暴走を始める。
- 初代テレビアニメ版では、ちびうさがワイズマンの手を取ったことで活性化した。

「時空の果て」と「暗黒城」
原作と『Crystal』に登場。時空の果てとは「邪黒水晶」のマイナスパワーで作りあげられたねじれた空間であり、ワイズマンの支配する本拠地。そして暗黒城はそこに存在する彼の居城。彼はここからネメシスに現れ、ブラック・ムーン一族へ指示を与えていたが、その存在はネメシスの反応がピークに達するまでブラック・ムーン一族へは知らされていなかった。